# Gilbert a Sullivan
Spojení Gilbert a Sullivan označuje divadelní partnerství libretisty W. S. Gilberta (1836–1911) a komponisty Arthura Sullivana (1842–1900) a díla, která společně vytvořili. Tato autorská dvojice spolu vytvořila mezi lety 1871–1896 čtrnáct operet, mezi nejznámější z nich patří HMS Pinafore, Piráti z Penzance nebo Mikádo. Oba tvůrce spojil dohromady producent Richard D'Oyly Carte. Roku 1881 postavil Savoy Theatre, které uvádělo jejich kusy (posléze známé jako opery Savoy) a založil operní společnost D'Oyly Carte Opera Company, která následně propagovala a uváděla díla Gilberta a Sullivana po více než jedno století.
Operety Gilberta a Sullivana sklízely během svých uvedení značné mezinárodní úspěchy, a řada z nich zůstává v anglicky mluvících zemích dodnes populární a často uváděná.
Gilbert a Sullivan uvedli ve své tvorbě řadu inovací obsahu a formy, které přímo ovlivnily vývoj muzikálu během 20. století.
Jejich díla měla též vliv na politický život, literaturu, film a televizi a byla často parodována a napodobována.